# 도널드 노먼
도널드 노먼(Donald A. Norman, 1935년 12월 25일 ~ )은 캘리포니아 대학교 샌디에이고 인지과학과의 명예교수이자 노스웨스턴 대학교의 교수이다. 최근 그의 활동은 인지과학(Cognitive Science)에서 사용성 공학(Usability Engineering)에 초점을 맞추고 있다. 그는 또한 스탠퍼드 대학교에서 강의를 하고 있으며 브리태니커 백과사전의 편집진의 일원이다.
노먼 교수 초기 저서들은 대부분 사용성(Usability)과 인지심리학(Cognitive Psychology)에 관한 것이었다. 그러나 우리를 똑똑하게 만드는 것들(Things That Make Us Smart)에서 우리의 사회에 관한 몇 가지 중요한 논지를 펼친다. 여기서 노먼교수는 많은 텔레비전이나 박물관전시에서 볼 수 있는 가치없는 내용을 비판하였다. 최근에 그는 우리가 사용하기 즐겁고 감성과 디자인 혹은 마음과 정신을 함께 엮어내는 가치를 가진 물건과 기능을 가진 제품들을 조명하여 그의 책 감성적인 디자인(Emotional Design : Why We Love (or Hate) Everyday Things)에서 감성적으로 감동을 주는 제품이 기능적, 경제적으로도 우수하다는 주장을 펼치고 있다.
제이콥 닐슨(Jakob Nielsen) 과 브루스 토냐찌니(Bruce Tognazzini)와 기업을 대상으로 사용성 컨설팅 업무를 하는 닐슨노먼그룹(Nielson Norman Group)을 설립했다.
2006년에는 컴퓨터와 인지 과학분야의 공로로 벤자민 플랭클린 메달을 수상하였다. 현재 일리노이주 노스브룩에서 살고 있다.

## 같이 보기
- 어포던스
- 사용성 공학
- 인터랙션 디자인
- 사용자 중심 디자인
- 활동 중심 디자인
- 사용자 경험 디자인

## 저서
- Emotional Design: Why we love (or hate) everyday things, 2004
- The Invisible Computer, 1998
- Things That Make us Smart: Defending Human Attributes in the Age of the Machine,1993
- Turn Signals Are the Facial Expressions of Automobiles, 1992
- The Design of Everyday Things, 2002
- User Centered System Design: New Perspectives on Human-Computer Interaction, 1986
- Learning and Memory, 1982
- Perspectives on Cognitive Science, 1981
- Explorations in Cognition, 1975
- Human Information Processing, 1972
- Models of Human Memory, 1970
- Memory and attention: An Introduction to Human Information Processing, 1969,1976
- Living with Complexity, 2010